# Barrie Speedway
Le Barrie Speedway est un circuit automobile de 1/3 mille tri-ovale qui était situé à Oro-Medonte, Ontario (Canada), au nord de la ville de Barrie.

## Histoire
Le Barrie Speedway était membre de la NASCAR Whelen All-American Series et a accueilli annuellement une course de la NASCAR Pinty's Series (anciennement dénommée Nascar Canadian Tire. Il présentait aussi des épreuves d'OSCAAR.
La piste a subi d'importantes améliorations en 2004 dont la mise à niveau des sièges, des fosses un resurfaçage complet et une reconfiguration partielle de la surface de course.
Le circuit est fermé en janvier 2015 et remplacé par le Sunset Speedway. Sa démolition a débuté fin 2015.

## NASCAR Canadian Tire/Pinty's Series
Liste des vainqueurs des courses de NASCAR Canadian Tire/Pinty's Series :
- 1er juillet 2007 D. J. Kennington
- 8 septembre 2007 D. J. Kennington
- 28 juin 2008 Scott Steckly
- 6 septembre 2008 Scott Steckly
- 12 septembre 2009 Don Thomson, Jr.
- 11 septembre 2010 D. J. Kennington
- 10 septembre 2011 Mark Dilley
- 9 septembre 2012 Pete Shepherd III (en)
- 8 septembre 2013 Jason Hathaway
- 6 septembre 2014 Jason Hathaway